# Ла-Либертад (департамент)
Ла-Либерта́д (исп. La Libertad) — один из 14 департаментов Сальвадора. Находится в юго-западной части страны. Граничит с департаментами Ла-Пас, Сан-Сальвадор, Чалатенанго, Санта-Ана и Сонсонате. С юга омывается Тихим океаном. Административный центр — город Санта-Текла (до 22 декабря 2003 года носил название Нуэва-Сан-Сальвадор).
Образован 28 января 1865 года.
Площадь — 1653 км².
Население — 660 652 чел. (2007).

## Муниципалитеты
1. Антигуо-Кускатлан
2. Кесальтепек
3. Колон
4. Комасагуа
5. Ла-Либертад
6. Нуэво-Кускатлан
7. Сакакойо
8. Сан-Матияс
9. Сан-Пабло-Такачико
10. Сан-Хосе-Виллянуэва
11. Сан-Хуан-Опико
12. Санта-Текла
13. Сарагоса
14. Сюдад-Арке
15. Тальнике
16. Таманике
17. Теотепек
18. Тепекойо
19. Чильтиупан
20. Юзакар
21. Хайяк
22. Хикалапа

## Известные люди
- Фарабундо Марти — сальвадорский революционер, деятель латиноамериканского коммунистического движения. Родился в Теотепек в 1893 году.
- Габриэла Гавидиа — королева красоты, представлявшая Сальвадор в конкурсе красоты Мисс Мира 2008. Родилась в Ла-Либертаде в 1990 году.

## Галерея

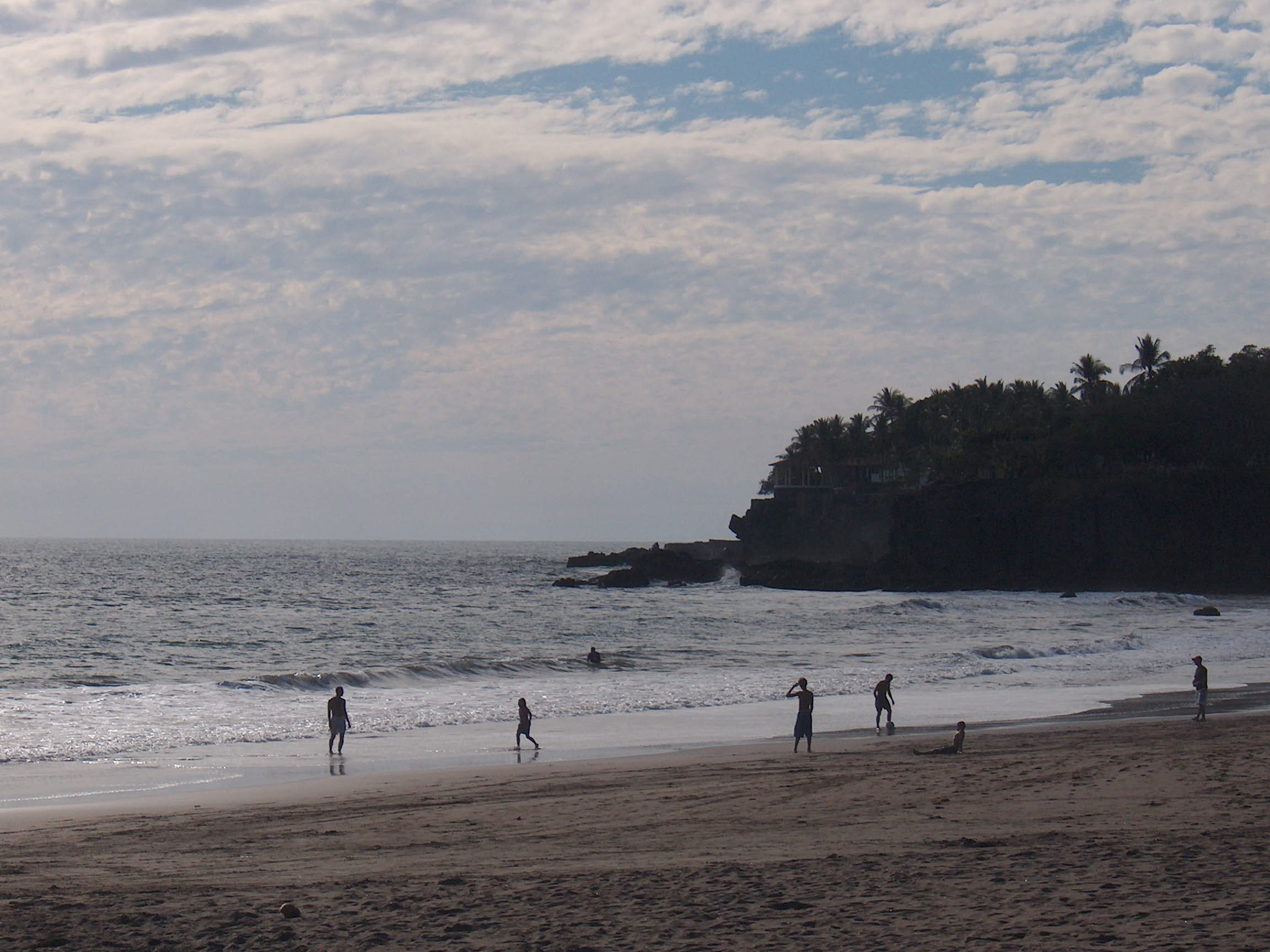
На побережье Тихого океана
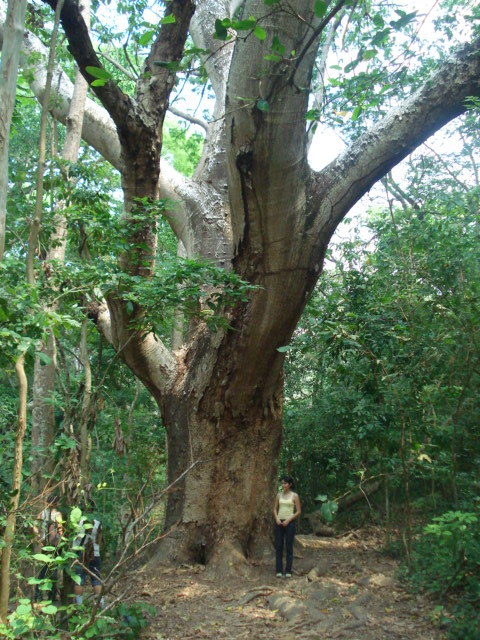
Тысячелетнее дерево в Национальном Парке "Вальтер Тило Деининхер".